# Wilhelm von Stockheim

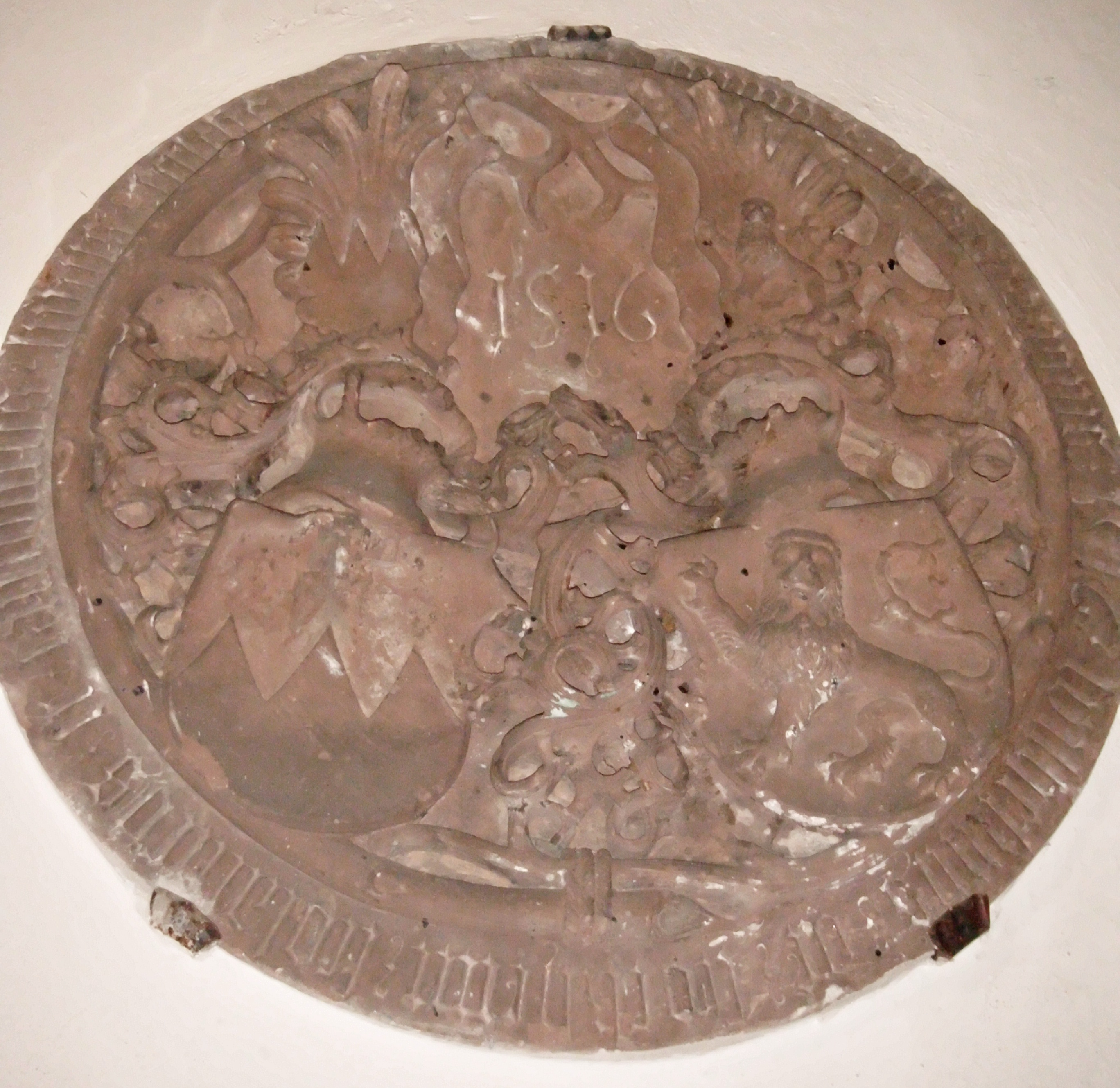
Schlussstein aus dem Wormser Domkreuzgang (heute im Stadtmuseum Worms), gestiftet 1516 von Domherr Wilhelm von Stockheim, mit seinem elterlichen Allianzwappen

Wilhelm von Stockheim († 15. Januar 1532 in Worms) war ein Domherr im Bistum Worms, von dem sich ein aufwändiger Wappenstein erhalten hat.

## Herkunft
Er entstammte dem hessischen Adelsgeschlecht der Herren von Stockheim, deren Stammburg sich in Stockheim bei Usingen befand.

## Leben
Wilhelm von Stockheim wurde geboren als Sohn des Eberhard von Stockheim († 1489) und seiner Gattin Dorothea Wais von Fauerbach.
Er schlug die geistliche Laufbahn ein und wurde Kanoniker bzw. Scholaster am Dom zu Worms.
Als man Anfang des 16. Jahrhunderts den Domkreuzgang erneuerte, stiftete Wilhelm von Stockheim einen prächtigen Gewölbeschlussstein mit seinem elterlichen Allianzwappen und der Widmungsumschrift „Im Jahre der Fleischwerdung des Herrn, 1516, Wilhelm von Stockheim, Scholaster und Kanoniker dieser Kirche (= Wormser Dom)“. Vom Betrachter links ist das Stockheimer, rechts das Löwenwappen der Wais von Fauerbach abgebildet. Gleichartige Schlusssteine stifteten Bischof Ruprecht II. von Regensburg, sowie die Domherren Philipp von Flersheim und Erpho von Gemmingen. Der Domkreuzgang wurde um 1818 abgetragen und die genannten Wappensteine gelangten auf Umwegen in das Andreasstift Worms, das profaniert ist und als Stadtmuseum dient. Dort sind sie in die innere Nordwand des Kirchenschiffes eingelassen.
Domscholaster von Stockheim starb 1532 und wurde im Ostflügel des Domkreuzganges beigesetzt, wo er ein Bronzeepitaph erhielt, das verloren ging; die Inschrift ist überliefert.